# Saint-Grégoire-d’Ardennes
Saint-Grégoire-d’Ardennes település Franciaországban, Charente-Maritime megyében. Lakosainak száma 144 fő (2022. január 1.). Saint-Grégoire-d’Ardennes Fléac-sur-Seugne, Marignac, Mosnac és Saint-Georges-Antignac községekkel határos.

## Népesség
A település népessége az elmúlt években az alábbi módon változott:
| Lakosok száma | 140  | 153  | 134  | 126  | 145  | 154  | 151  | 146  | 145  | 144  |
|               | 1968 | 1982 | 1990 | 2006 | 2013 | 2015 | 2017 | 2019 | 2020 | 2022 |